# Manfred de Graaf
Pour les articles homonymes, voir de Graaf.
 (décembre 2018).
Manfred de Graaf, né Manfred Marcel Derman le 8 janvier 1939 à Amsterdam et mort le 27 novembre 2018 à Warmond, est un acteur néerlandais.

## Filmographie

### Cinéma et téléfilms
- 1959 : Een zomer lang : Rôle inconnu
- 1960 : Makkers, staakt uw wild geraas (nl) : rôle inconnu
- 1966 : De dans van de reiger : Matroos
- 1972 : The Little Ark : le photographe
- 1973 : Turks fruit (nl): Henny
- 1977 : Dokter Vlimmen : docteur Treeborg
- 1977 : Tussen wal en schip (nl) : Jürgen Glas
- 1978 : Boeing Boeing : Paul
- 1977-1978 : Ieder zijn deel (nl) : Hubert
- 1978-1980 : Dagboek van een herdershond (nl) : Johannes den Hertog
- 1981 : Twee vorstinnen en een vorst (nl) : Leraar
- 1981 : Ik ben Joep Meloen (nl) : Kurt
- 1981-1993 : Zeg 'ns Aaa (nl) : docteur Hans Lansberg
- 1983 : De ware Jacob : Bob
- 1983 : L'Ascenseur (De lift) : Makelaar Spekkinga
- 1987 : Moordspel (nl) : Ton van Straalen
- 1996-1997 : Goede tijden, slechte tijden : Martin Helmink
- 2002 : Intensive Care : docteur Reijnders
- 2004 : Het Glazen Huis (nl) : Pieter Balk